# Tom Heathcote
Pas d'image ? Cliquez ici

a Compétitions nationales et continentales officielles uniquement.

b Matchs officiels uniquement.
Dernière mise à jour le 12 janvier 2016.
Thomas Alexander Heathcote dit « Tom Heathcote », né le 11 février 1992 à Inverness (Écosse), est un joueur international écossais de rugby à XV évoluant au poste de demi d'ouverture (1,78 m pour 87 kg). Il joue en Premiership au sein du club des Worcester Warriors depuis 2015, ainsi qu'en équipe d'Écosse depuis 2012.

## Biographie
Tom Heathcote né de parents anglais à Inverness en Écosse. En effet son père, pilote de la Royal Air Force, y était stationné au moment de sa naissance.

## Carrière

### En club
- 2011-2014 : Bath Rugby
- 2014-2015 : Édimbourg Rugby
- Depuis 2015 : Worcester Warriors

### En équipe nationale
Il a obtenu sa première cape internationale le 24 novembre 2012 à l’occasion d’un match contre l'équipe des Tonga à Aberdeen (Écosse). 

## Palmarès

### En club
- Finaliste du Challenge européen en 2015 avec Edinburgh Rugby

## Statistiques en équipe nationale
- 3 sélections (2 fois titulaire, 1 fois remplaçant)
- Sélections par année : 1 en 2012, 2 en 2013